# دایسوکه ناسو
دایسوکه ناسو (انگلیسی: Daisuke Nasu؛ زادهٔ ۱۰ اکتبر ۱۹۸۱) بازیکن فوتبال اهل ژاپن است.
از باشگاه‌هایی که در آن بازی کرده‌است می‌توان به باشگاه فوتبال اوراوا رد دیاموندز، باشگاه فوتبال یوکوهاما مارینوس، باشگاه فوتبال جوبیلو ایواتا، باشگاه فوتبال کاشیوا ریسول، و باشگاه فوتبال توکیو وردی اشاره کرد.
وی همچنین در تیم ملی فوتبال زیر ۲۳ سال ژاپن بازی کرده‌است.